# Prototecosis
La prototecosis es una enfermedad infecciosa poco frecuente que puede afectar al hombre y otros mamíferos. Está producida por algas microscópicas del género Prototheca; son tres especies las que pueden originar la infección: Prototheca wickerhamii, Prototheca stagnora y Prototheca zopfii. 
El género Prototheca está formado por organismos unicelulares aeróbicos que están relacionados con las algas verdes del género Chlorella; sin embargo, no poseen cloroplastos, por lo que no pueden realizar la fotosíntesis y su forma de vida es saprofita o parásita. En la naturaleza estas especies se han aislado de diversos lugares: agua dulce, agua salada, suelo, piel de patatas, leche, perros, gatos, murciélagos y colonizando la piel, uñas o el sistema digestivo humano.

## Infección humana
La infección humana puede manifestarse de tres formas: afectación de la piel, afectación generalizada de órganos internos y bursitis del olécranon. Se produce sobre todo en pacientes que tienen disminuida la respuesta inmune por alguna circunstancia: infección por el virus VIH, SIDA, diabetes mellitus, tratamiento con corticoides o tratamientos contra el cáncer con quimioterapia. 
El contagio suele producirse por contacto de la piel con superficies contaminadas, sobre todo en zonas pantanosas, humedales, espacios cubiertos de agua estancada, tanques de agua y fondos de piscinas. Se cree que pequeñas heridas en la piel o erosiones cutáneas pueden favorecer la entrada del agente infeccioso al organismo humano. No se ha documentado ningún caso en que la infección haya sido transmitida de una persona a otra o de animal a humano. El tratamiento recomendado para los casos graves es la administración de anfotericina B.